# Marathon aux championnats d'Europe d'athlétisme
Pour un article plus général, voir Championnats d'Europe d'athlétisme.
Le marathon masculin fait partie des épreuves inscrites au programme des premiers championnats d'Europe d'athlétisme, en 1934, à Turin, en Italie. L'épreuve féminine fait sa première apparition en 1982, à Athènes, en Grèce.
Les Italiens Gelindo Bordin et Stefano Baldini (2 médailles d'or), et la Portugaise Rosa Mota (3 médailles d'or) sont les athlètes les plus titrés dans cette épreuve. 
Les records des championnats d'Europe appartiennent au Belge Koen Naert (2 h 9 min 51 s en 2018), et à la Française Christelle Daunay (2 h 25 min 14 s en 2014).
Depuis 2012, les championnats d'Europe ne contiennent pas les épreuves marathon lors des années olympiques. À partir de 2025, l'épreuve est au programme des championnats d'Europe de course à pied.

## Palmarès

### Hommes
| Édition | Or                              | Argent                                 | Bronze                               |
| ------- | ------------------------------- | -------------------------------------- | ------------------------------------ |
| 1934    | Armas Toivonen 2 h 52 min 29 s  | Thore Enochsson 2 h 54 min 35 s        | Aurelio Genghini 2 h 55 min 3 s      |
| 1938    | Väinö Muinonen 2 h 37 min 28 s  | Squire Yarrow 2 h 39 min 3 s           | Henry Palmé 2 h 42 min 13 s          |
| 1946    | Mikko Hietanen 2 h 24 min 55 s  | Väinö Muinonen 2 h 26 min 8 s          | Yakov Punko 2 h 26 min 21 s          |
| 1950    | Jack Holden 2 h 32 min 13 s     | Veikko Karvonen 2 h 32 min 45 s        | Feodosy Vanin 2 h 33 min 47 s        |
| 1954    | Veikko Karvonen 2 h 24 min 52 s | Boris Grishayev 2 h 24 min 56 s        | Ivan Filin 2 h 25 min 27 s           |
| 1958    | Sergey Popov 2 h 15 min 17 s    | Ivan Filin 2 h 20 min 50 s             | Fred Norris 2 h 21 min 15 s          |
| 1962    | Brian Kilby 2 h 23 min 18 s     | Aurèle Vandendriessche 2 h 24 min 2 s  | Viktor Baikov 2 h 24 min 19 s        |
| 1966    | Jim Hogan 2 h 20 min 4 s        | Aurèle Vandendriessche 2 h 21 min 43 s | Gyula Tóth 2 h 22 min 2 s            |
| 1969    | Ron Hill 2 h 16 min 47 s        | Gaston Roelants 2 h 17 min 22 s        | Jim Alder 2 h 19 min 5 s             |
| 1971    | Karel Lismont 2 h 13 min 9 s    | Trevor Wright 2 h 13 min 59 s          | Ron Hill 2 h 14 min 34 s             |
| 1974    | Ian Thompson 2 h 13 min 19 s    | Eckhard Lesse 2 h 14 min 57 s          | Gaston Roelants 2 h 16 min 30 s      |
| 1978    | Leonid Moseyev 2 h 11 min 57 s  | Nikolay Penzin 2 h 11 min 59 s         | Karel Lismont 2 h 12 min 7 s         |
| 1982    | Gerard Nijboer 2 h 15 min 16 s  | Armand Parmentier 2 h 15 min 51 s      | Karel Lismont 2 h 16 min 4 s         |
| 1986    | Gelindo Bordin 2 h 10 min 54 s  | Orlando Pizzolato 2 h 10 min 57 s      | Herbert Steffny 2 h 11 min 30 s      |
| 1990    | Gelindo Bordin 2 h 14 min 2 s   | Gianni Poli 2 h 14 min 55 s            | Dominique Chauvelier 2 h 15 min 20 s |
| 1994    | Martín Fiz 2 h 10 min 31 s      | Diego García 2 h 10 min 46 s           | Alberto Juzdado 2 h 11 min 18 s      |
| 1998    | Stefano Baldini 2 h 12 min 1 s  | Danilo Goffi 2 h 12 min 11 s           | Vincenzo Modica 2 h 12 min 53 s      |
| 2002    | Janne Holmén 2 h 12 min 14 s    | Pavel Loskutov 2 h 13 min 18 s         | Julio Rey 2 h 13 min 21 s            |
| 2006    | Stefano Baldini 2 h 11 min 32 s | Viktor Röthlin 2 h 11 min 50 s         | Julio Rey 2 h 12 min 37 s            |
| 2010    | Viktor Röthlin 2 h 15 min 31 s  | José Manuel Martínez 2 h 17 min 50 s   | Dmitriy Safronov 2 h 18 min 16 s     |
| 2012    | Épreuve non disputée            | Épreuve non disputée                   | Épreuve non disputée                 |
| 2014    | Daniele Meucci 2 h 11 min 8 s   | Yared Shegumo 2 h 12 min 0 s           | Aleksey Reunkov 2 h 12 min 15 s      |
| 2016    | Épreuve non disputée            | Épreuve non disputée                   | Épreuve non disputée                 |
| 2018    | Koen Naert 2 h 9 min 51 s       | Tadesse Abraham 2 h 11 min 24 s        | Yassine Rachik 2 h 12 min 9 s        |
| 2022    | Richard Ringer 2 h 10 min 21 s  | Maru Teferi 2 h 10 min 23 s            | Gashau Ayale 2 h 10 min 29 s         |

### Femmes
| Édition | Or                                  | Argent                              | Bronze                                 |
| ------- | ----------------------------------- | ----------------------------------- | -------------------------------------- |
| 1982    | Rosa Mota 2 h 36 min 4 s            | Laura Fogli 2 h 36 min 29 s         | Ingrid Kristiansen 2 h 36 min 39 s     |
| 1986    | Rosa Mota 2 h 28 min 38 s           | Laura Fogli 2 h 32 min 52 s         | Yekaterina Khramenkova 2 h 34 min 18 s |
| 1990    | Rosa Mota 2 h 31 min 27 s           | Valentina Yegorova 2 h 31 min 32 s  | Maria Rebelo 2 h 35 min 51 s           |
| 1994    | Manuela Machado 2 h 29 min 54 s     | Maria Curatolo 2 h 30 min 33 s      | Adriana Barbu 2 h 30 min 55 s          |
| 1998    | Manuela Machado 2 h 27 min 10 s     | Madina Biktagirova 2 h 28 min 1 s   | Maura Viceconte 2 h 28 min 31 s        |
| 2002    | Maria Guida 2 h 26 min 5 s          | Luminita Zaituc 2 h 26 min 58 s     | Sonja Oberem 2 h 28 min 45 s           |
| 2006    | Ulrike Maisch 2 h 30 min 1 s        | Olivera Jevtić 2 h 30 min 27 s      | Irina Permitina 2 h 30 min 53 s        |
| 2010    | Anna Incerti 2 h 32 min 15 s        | Tetyana Filonyuk 2 h 33 min 57 s    | Isabellah Andersson 2 h 33 min 57 s    |
| 2012    | Épreuve non disputée                | Épreuve non disputée                | Épreuve non disputée                   |
| 2014    | Christelle Daunay 2 h 25 min 14 s   | Valeria Straneo 2 h 25 min 27 s     | Jéssica Augusto 2 h 25 min 41 s        |
| 2016    | Épreuve non disputée                | Épreuve non disputée                | Épreuve non disputée                   |
| 2018    | Volha Mazuronak 2 h 26 min 22 s     | Clémence Calvin 2 h 26 min 28 s     | Eva Vrabcová-Nývltová 2 h 26 min 31 s  |
| 2022    | Aleksandra Lisowska 2 h 28 min 36 s | Matea Parlov Koštro 2 h 28 min 42 s | Nienke Brinkman 2 h 28 min 52 s        |

## Records des championnats

### Hommes
| Temps           | Athlète         | Lieu      | Date             |
| --------------- | --------------- | --------- | ---------------- |
| 2 h 52 min 29 s | Armas Toivonen  | Turin     | 9 septembre 1934 |
| 2 h 37 min 28 s | Väinö Muinonen  | Paris     | 4 septembre 1938 |
| 2 h 32 min 13 s | Jack Holden     | Berne     | 25 août 1954     |
| 2 h 24 min 51 s | Veikko Karvonen | Bruxelles | 23 août 1950     |
| 2 h 15 min 17 s | Sergey Popov    | Stockholm | 24 août 1958     |
| 2 h 13 min 09 s | Karel Lismont   | Helsinki  | 15 août 1971     |
| 2 h 11 min 57 s | Leonid Moseyev  | Prague    | 3 septembre 1978 |
| 2 h 10 min 54 s | Gelindo Bordin  | Stuttgart | 3 septembre 1986 |
| 2 h 10 min 31 s | Martín Fiz      | Helsinki  | 14 août 1994     |
| 2 h 9 min 51 s  | Koen Naert      | Berlin    | 12 août 2018     |

### Femmes
| Temps           | Athlète           | Lieu      | Date              |
| --------------- | ----------------- | --------- | ----------------- |
| 2 h 36 min 3 s  | Rosa Mota         | Athènes   | 12 septembre 1982 |
| 2 h 28 min 38 s | Rosa Mota         | Stuttgart | 26 août 1986      |
| 2 h 27 min 10 s | Manuela Machado   | Budapest  | 23 août 1998      |
| 2 h 26 min 5 s  | Maria Guida       | Munich    | 22 août 2002      |
| 2 h 25 min 14 s | Christelle Daunay | Zurich    | 16 août 2014      |